# Amaterski boks
Amaterski boks je različica boksa, ki se izvaja na Olimpijskih igrah, Pan-ameriških igrah, igrah Commonwealth-a in drugih športnih organizacijah.
Borbe so v amaterskem boksu krajše, trajajo tri runde po tri minute pri moških in štiri runde po dve minuti pri ženskah. Med posameznimi rundami so eno minutni intervali. Ta različica boksa vrednoti udarce glede na dosojene čiste udarce in ne na podlagi njihove fizične moči. Tak format borbe omogoča tekmovalcem več borb v več dneh za razliko od profesionalnega boksa, kjer lahko preteče več mesecev med posameznimi borbami.
Sodnik spremlja borbo, da zagotavlja uporabo dovoljenih udarcev. Sodniki prav tako zagotavljajo, da tekmovalci ne uporabljajo taktik zavlačevanja v klinču. Sodnik prekine borbo, če je eden od boksarjev resno poškodovan ali kadar eden od boksarjev močno prevladuje nad drugim. 
Amaterskemu  boksu danes tudi rečemo Olimpijski stil boksa (sedaj uradni izraz ). Olimpijski amaterski boksarji so velikokrat primerjani s profesionalnimi po njihovi spretnosti ter v primeru prestopa med profesionalce možnost hitrega začetka in vzpona po profesionalni lestvici.

## Zgodovina

### Zgodnji začetki
Amaterski boks se je kot šport pojavil v drugi polovici 19. stoletja, kot rezultat moralnih zadržkov profesionalnega boksa. Ustvarjen je bil z namenom, da bi v ta šport pritegnili tudi višji in srednji razred, saj je bil šport večinoma znan po tem, da je bil namenjen delavskem razredu. Ta način boksa je bil dobro sprejet v šolah, na univerzah in v vojski, čeprav so šampioni oziroma prvaki še zmeraj večinoma prihajali iz revnih predelov.